# Zenillia orientalis
Zenillia orientalis är en tvåvingeart som först beskrevs av Louis-Paul Mesnil 1953. Zenillia orientalis ingår i släktet Zenillia och familjen parasitflugor.
Artens utbredningsområde är Myanmar. Inga underarter finns listade i Catalogue of Life.